# Duloe (Kornwalia)
Duloe – wieś w Anglii, w Kornwalii. Leży 81 km na północny wschód od miasta Penzance i 330 km na zachód od Londynu. W 2001 miejscowość liczyła 660 mieszkańców.